# DDR-Oberliga 1976/77 (Badminton)
Die DDR-Oberliga im Badminton war in der Saison 1976/77 die höchste Mannschaftsspielklasse der in der DDR Federball genannten Sportart. Es war die 18. Austragung dieser Mannschaftsmeisterschaft.

## Ergebnisse
Fortschritt Tröbitz – DHfK Leipzig 6:5
18. Dezember 1976 Dresden
1. MX: Roland Riese / Carmen Ober – Jürgen Richter / Christel Sommer 17:15 10:15 9:15
2. MX: Joachim Schimpke / Christine Ober – Volker Herbst / Beate Müller 15:7 15:10
1. HD: Roland Riese / Klaus Skobowsky – Jürgen Richter / Gerd Pigola 11:15 12:15
2. HD: Joachim Schimpke / Harald Richter – Matthias Röder / Volker Herbst 15:1 15:7
1. HE: Roland Riese – Jürgen Richter 9:15 18:17 15:6
2. HE: Joachim Schimpke – Gerd Pigola 15:12 13:15 15:7
3. HE: Klaus Skobowsky – Matthias Röder 9:15 15:3 15:11
4. HE: Harald Richter – Manfred Blauhut 15:9 15:5
1. DE: Christine Ober – Christel Sommer 2:11 6:11
2. DE: Carmen Ober – Beate Müller 8:11 4:11
1. DD: Carmen Ober / Christine Ober – Christel Sommer / Beate Müller 15:8 7:15 2:15
Fortschritt Tröbitz – SG Gittersee 8:3
18. Dezember 1976 Dresden
1. MX: Roland Riese / Carmen Ober – Claus Cassens / Monika Cassens 9:15 15:8 15:8
2. MX: Joachim Schimpke / Christine Ober – Dieter Krompaß / Angelika Neubert 10:15 15:12 15:3
1. HD: Roland Riese / Klaus Skobowsky – Claus Cassens / Joachim Völker 8:15 15:8 5:15
2. HD: Joachim Schimpke / Harald Richter – Steffen Körbitz / Dieter Krompaß 15:17 9:15
1. HE: Roland Riese – Claus Cassens 17:14 10:15 15:11
2. HE: Joachim Schimpke – Dieter Krompaß 15:11 15:9
3. HE: Frank-Thomas Seyfarth – Joachim Völker 12:15 15:8 15:9
4. HE: Klaus Skobowsky – Lutz Krompaß 18:17 18:13
1. DE: Christine Ober – Monika Cassens 7:11 8:11
2. DE: Carmen Ober – Angelika Neubert 11:9 6:11 11:5
1. DD: Carmen Ober / Christine Ober – Monika Cassens / Angelika Neubert 15:0 15:0
Fortschritt Tröbitz – Einheit Greifswald 4:7
19. Dezember 1976 Dresden
1. MX: Roland Riese / Carmen Ober – Edgar Michalowski / Renate Thurow 16:17 15:1 6:15
2. MX: Joachim Schimpke / Christine Ober – Erfried Michalowsky / Christine Zierath 6:15 10:15
1. HD: Roland Riese / Frank-Thomas Seyfarth – Edgar Michalowski / Erfried Michalowsky 12:15 6:15
2. HD: Joachim Schimpke / Harald Richter – Michael Franz / Norbert Michalowsky 15:1 15:3
1. HE: Roland Riese – Edgar Michalowski 7:15 2:15
2. HE: Joachim Schimpke – Erfried Michalowsky 18:16 12:15 15:9
3. HE: Frank-Thomas Seyfarth – Michael Franz 17:14 15:10
4. HE: Klaus Skobowsky – Norbert Michalowsky 15:5 15:13
1. DE: Christine Ober – Christine Zierath 5:11 11:5 8:11
2. DE: Carmen Ober – Renate Thurow 5:11 0:11
1. DD: Carmen Ober / Christine Ober – Christine Zierath / Renate Thurow 0:15 4:15
Fortschritt Tröbitz – DHfK Leipzig 10:1
15. Januar 1977 Greifswald
1. MX: Roland Riese / Carmen Ober – Jürgen Richter / Christel Sommer 15:9 15:11
2. MX: Joachim Schimpke / Christine Ober – Gerd Pigola / Rena Scheithauer 15:5 15:11
1. HD: Roland Riese / Klaus Skobowsky – Jürgen Richter / Gerd Pigola 15:6 15:4
2. HD: Joachim Schimpke / Harald Richter – Matthias Röder / Volker Herbst 15:11 15:11
1. HE: Roland Riese – Jürgen Richter 15:3 15:12
2. HE: Joachim Schimpke – Gerd Pigola 15:9 15:7
3. HE: Frank-Thomas Seyfarth – Matthias Röder 15:11 18:13
4. HE: Klaus Skobowsky – Volker Herbst 15:11 14:18 15:9
1. DE: Christine Ober – Christel Sommer 12:9 6:11 1:11
2. DE: Carmen Ober – Rena Scheithauer 9:12 12:11 11:9
1. DD: Carmen Ober / Christine Ober – Christel Sommer / Rena Scheithauer 15:8 15:12
Fortschritt Tröbitz – SG Gittersee 8:3
15. Januar 1977 Greifswald
1. MX: Roland Riese / Carmen Ober – Claus Cassens / Monika Cassens 15:7 15:9
2. MX: Joachim Schimpke / Christine Ober – Dieter Krompaß / Angelika Neubert 15:18 15:6 15:10
1. HD: Roland Riese / Joachim Schimpke – Claus Cassens / Joachim Völker 15:6 15:4
2. HD: Frank-Thomas Seyfarth / Klaus Skobowsky – Steffen Körbitz / Dieter Krompaß 15:3 10:15 7:15
1. HE: Roland Riese – Claus Cassens 15:4 15:13
2. HE: Joachim Schimpke – Dieter Krompaß 14:18 15:13 15:7
3. HE: Klaus Skobowsky – Joachim Völker 15:12 15:5
4. HE: Harald Richter – Lutz Krompaß 15:3 15:8
1. DE: Christine Ober – Monika Cassens 1:11 11:8 1:11
2. DE: Carmen Ober – Angelika Neubert 11:7 11:7
1. DD: Carmen Ober / Christine Ober – Monika Cassens / Angelika Neubert 5:15 15:10 6:15
Fortschritt Tröbitz – Einheit Greifswald 4:7
16. Januar 1977 Greifswald
1. MX: Roland Riese / Carmen Ober – Edgar Michalowski / Renate Thurow 9:15 4:15
2. MX: Joachim Schimpke / Christine Ober – Erfried Michalowsky / Angela Michalowsky 2:15 8:15
1. HD: Roland Riese / Joachim Schimpke – Edgar Michalowski / Klaus Müller 15:5 12:15 9:15
2. HD: Klaus Skobowsky / Frank-Thomas Seyfarth – Erfried Michalowsky / Michael Franz 18:15 15:5
1. HE: Roland Riese – Edgar Michalowski 15:10 6:15 17:16
2. HE: Joachim Schimpke – Erfried Michalowsky 11:15 15:7 11:15
3. HE: Frank-Thomas Seyfarth – Michael Franz 18:13 15:2
4. HE: Harald Richter – Norbert Michalowsky 17:16 15:4
1. DE: Christine Ober – Angela Michalowsky 0:11 1:11
2. DE: Carmen Ober – Christine Zierath 9:11 6:11
1. DD: Carmen Ober / Christine Ober – Angela Michalowsky / Renate Thurow 7:15 9:15
Fortschritt Tröbitz – SG Gittersee 7:4
21. Januar 1977 Tröbitz
1. MX: Roland Riese / Carmen Ober – Claus Cassens / Monika Cassens 4:15 8:15
2. MX: Joachim Schimpke / Christine Ober – Dieter Krompaß / Angelika Neubert 15:12 15:17 15:9
1. HD: Roland Riese / Joachim Schimpke – Claus Cassens / Joachim Völker 15:1 15:5
2. HD: Frank-Thomas Seyfarth / Klaus Skobowsky – Steffen Körbitz / Dieter Krompaß 15:7 15:9
1. HE: Roland Riese – Claus Cassens 15:0 15:2
2. HE: Joachim Schimpke – Dieter Krompaß 15:13 18:16
3. HE: Frank-Thomas Seyfarth – Joachim Völker 15:11 17:14
4. HE: Harald Richter – Lutz Krompaß 15:2 15:11
1. DE: Christine Ober – Monika Cassens 4:11 1:11
2. DE: Carmen Ober – Angelika Neubert 7:11 8:11
1. DD: Carmen Ober / Christine Ober – Monika Cassens / Angelika Neubert 7:15 5:15
Fortschritt Tröbitz – Einheit Greifswald 5:6
22. Januar 1977 Tröbitz
1. MX: Roland Riese / Carmen Ober – Edgar Michalowski / Renate Thurow 1:15 15:12 12:15
2. MX: Joachim Schimpke / Christine Ober – Erfried Michalowsky / Angela Michalowsky 10:15 5:15
1. HD: Roland Riese / Joachim Schimpke – Edgar Michalowski / Klaus Müller 15:3 18:16
2. HD: Klaus Skobowsky / Frank-Thomas Seyfarth – Michael Franz / Erfried Michalowsky 7:15 15:10 6:15
1. HE: Roland Riese – Edgar Michalowski 8:15 15:3 15:8
2. HE: Joachim Schimpke – Erfried Michalowsky 12:15 15:7 15:4
3. HE: Frank-Thomas Seyfarth – Klaus Müller 15:11 9:15 15:7
4. HE: Harald Richter – Norbert Michalowsky 15:6 15:17 15:8
1. DE: Christine Ober – Angela Michalowsky 0:11 0:11
2. DE: Carmen Ober – Christine Zierath 3:11 2:11
1. DD: Carmen Ober / Christine Ober – Christine Zierath / Renate Thurow 10:15 15:8 10:15
Fortschritt Tröbitz – DHfK Leipzig 7:4
22. Januar 1977 Tröbitz
1. MX: Roland Riese / Carmen Ober – Jürgen Richter / Rena Scheithauer 5:15 15:7 15:8
2. MX: Joachim Schimpke / Christine Ober – Volker Herbst / Christel Sommer 8:15 17:15 10:15
1. HD: Roland Riese / Joachim Schimpke – Jürgen Richter / Manfred Blauhut 15:5 15:11
2. HD: Frank-Thomas Seyfarth / Klaus Skobowsky – Gerd Pigola / Volker Herbst 15:13 15:7
1. HE: Roland Riese – Jürgen Richter 15:11 15:8
2. HE: Joachim Schimpke – Matthias Röder 18:15 15:2
3. HE: Klaus Skobowsky – Volker Herbst 7:15 15:14 15:11
4. HE: Harald Richter – Manfred Blauhut 15:11 15:11
1. DE: Christine Ober – Christel Sommer 0:11 0:11
2. DE: Carmen Ober – Rena Scheithauer 9:12 4:11
1. DD: Carmen Ober / Christine Ober – Christel Sommer / Rena Scheithauer 15:18 15:8 10:15

## Endstand
| Platz | Mannschaft |
| ----- | --- |
| 1.    | Einheit Greifswald (Edgar Michalowski, Erfried Michalowsky, Michael Franz, Norbert Michalowsky, Klaus Müller, Renate Thurow, Angela Michalowski, Christine Zierath) |
| 2.    | Fortschritt Tröbitz (Frank-Thomas Seyfarth, Joachim Schimpke, Roland Riese, Klaus Skobowsky, Harald Richter, Christine Ober, Carmen Ober)                           |
| 3.    | SG Gittersee (Claus Cassens, Dieter Krompaß, Joachim Völker, Lutz Krompaß, Steffen Körbitz, Monika Cassens, Angelika Neubert)                                       |
| 4.    | HSG DHfK Leipzig (Jürgen Richter, Volker Herbst, Gerd Pigola, Matthias Röder, Manfred Blauhut, Christel Sommer, Rena Scheithauer, Beate Müller, Birgit Harder)      |